# 終りなき戦い
『終りなき戦い』（おわりなきたたかい、The Forever War）は、ジョー・ホールドマンのSF小説。作者自身のベトナム戦争への従軍体験を元に、異星人との星間戦争と兵士たちを置き去りにして変化していく社会を描いている。『宇宙の戦士』と並ぶ戦争SFの傑作として知られる。
1972年から『アナログ』誌上で連載された。連作短編であったが、1974年に長編にまとめられ出版された。1975年にネビュラ賞、1976年にヒューゴー賞とローカス賞を受賞した。
1997年に、共通したテーマを持つが独立した作品『終わりなき平和』（Forever Peace）が、1999年にマンデラとメアリイゲイとのその後を描いた続編『終りなき自由』（Forever Free : 日本語未訳）が発表されている。

## あらすじ
超光速航法「コラプサー・ジャンプ」を発見した人類は、その活動の幅を宇宙へと大きく広げていた。だが謎の異星人に移民船を攻撃されたことに端を発し、トーランと呼ばれるこの異星人との戦争に突入していくことになる。（初めて接触したのが「おうし座Taurus」にある恒星系だったので、「トーランTaurun」と呼ばれた）。その中にあって、エリート徴兵法により徴兵された主人公のウィリアム・マンデラは、苛酷な訓練を受けトーランとの戦いに赴く。一つの戦いから帰還するたびにウラシマ効果によって数十年が経過し、家族や知人は次々と世を去り、地球の社会や言語そのものまでが大きく変容していく。そして戦友であり恋人でもあるメアリイゲイとの別れ。全てを時の彼方に失いながら、マンデラは何世紀にもわたりトーランと戦い続け、いつの間にか少佐として一部隊を率いる身となり、彼らとの「ジェネレーションギャップ」に悩みながらなおも戦い続けるのだった……。

## 映画化
2008年の10月以降、本作の映画化を示唆、脚本家を探しているとしていた映画監督リドリー・スコットは、2009年3月、良い脚本家を得たとして映画化を発表した。映画はジェームズ・キャメロンの『アバター』のように3D作品とする予定だという。2015年5月、『G.I.ジョー』シリーズや『ジュピター』のチャニング・テイタムが、映画化作品に出演する可能性があると報じられた。

## 日本語訳
- 風見潤 訳『終りなき戦い』早川書房〈海外SFノヴェルズ〉、1978年。全国書誌番号:79006592。
- 風見潤訳 訳『終りなき戦い』早川書房〈ハヤカワ文庫〉、1985年。ISBN 4-15-010634-7。